# Essilor
Essilor International est une société française spécialisée dans la conception, la fabrication et la commercialisation de verres correcteurs et d'équipements d'optique ophtalmique.  
Elle est née de la fusion des compagnies françaises Essel et Silor en 1972. Elle est notamment à l’origine du verre progressif Varilux.  
Essilor fusionne avec le groupe italien Luxottica, spécialisé dans la fabrication de montures de lunettes, le 1er octobre 2018. 
En 2020, la société compte 69 000 salariés. Son siège social est situé à Charenton-le-Pont (Val-de-Marne). 

## Histoire

### 1849-1972: les racines d'Essilor

#### Essel
Les origines d'Essel remontent à 1849, l'année où treize ouvriers lunetiers parisiens s’associent en coopérative : l'Association fraternelle des ouvriers lunetiers (rapidement devenue Société des lunetiers, en abrégé SL, et dont le nom a plus tard évolué en Essel). Installée dans le quartier du Marais à Paris,  la Société des lunetiers produit dans un premier temps uniquement des montures de lunettes. Rapidement, à partir des années 1860, elle diversifie son catalogue grâce à l'acquisition de plusieurs usines, notamment dans l'Est de la France. À la fin du XIXe siècle, la SL produit des verres correcteurs, des instruments de topographie, des compas, du matériel de dessin, des outillages pour opticien et des articles en bois variés. 
La Société des lunetiers, sous l'impulsion de son ingénieur Bernard Maitenaz, met au point à partir de 1951 le Varilux, considéré comme le premier verre ophtalmique progressif au monde. En 1955, la société lance un nouveau type de monture de lunettes[réf. souhaitée] : la Nylor, dont le principe consiste à fixer le verre à la monture à l'aide d'un fil nylon.  

#### Silor
L'entreprise Silor est créée en 1931 sous le nom de Lissac. La société des frères Lissac est d'abord distributrice de verres ophtalmiques et de montures dans ses magasins d'optique, avant de devenir également un fabricant de verres correcteurs. En 1959, alors que la Société des lunetiers lance Varilux, Lissac commercialise également le verre Orma 1000 en matière plastique.

### 1972-1979: les débuts d’Essilor
Essel et Silor fusionnent le 1er janvier 1972, donnant naissance à Essilor.
La première année d'existence d’Essilor voit la création de Valoptec, une société composée d’actionnaires qui détient plus de la moitié des actions de la société, et l'achat de Benoist-Berthiot, un fabricant d'optique français produisant également des verres progressifs. 
Au milieu des années 1970, Essilor se transforme en un véritable groupe. À cette période, certaines activités du groupe (compas, instruments de dessin) sont cédées au profit d'un recentrage des activités. En 1974, Essilor achète BBGR (SAS), issu de la fusion entre les fabricants de verres correcteurs Benoist-Berthiot et Guilbert-Routit. En 1975, la société entre en bourse. En 1976 est lancé le verre progressif organique Varilux Orma. 
La fin des années 1970 est marquée par l'expansion géographique d’Essilor. En faisant l'acquisition d'usines de fabrication aux États-Unis, en Irlande et aux Philippines, Essilor entame une transformation sur la durée, passant d'un statut d'entreprise basée sur l'exportation à une entreprise internationale.

### 1980-1989: une croissance internationale
Essilor ouvre quatre nouvelles usines en quatre ans : une au Mexique, une à Porto Rico, une au Brésil et la dernière en Thaïlande. De nombreux distributeurs sont acquis par le groupe ou deviennent filiales d'Essilor en Europe (Norvège, Portugal) et en Asie (Birmanie, Indonésie, Japon, Malaisie, Singapour, Taïwan et Viêt Nam). Aux États-Unis, les filiales sont regroupées au sein d’Essilor of America, fondée en 1986.
Ce maillage mondial permet à Essilor de lancer une nouvelle génération de verre progressif Varilux, le Multi-Design en Europe et aux États-Unis. À la fin des années 1980, Essilor devient le leader mondial des verres ophtalmiques[réf. nécessaire].

### 1990-1999: partenariats et Varilux Comfort
Essilor se retire progressivement de ses activités en montures pour se recentrer sur les verres correcteurs et les instruments pour opticiens. La société lance Crizal en 1992, une gamme de traitements des verres correcteurs. Un partenariat entre Essilor et l'entreprise américaine PPG permet de lancer en 1991 les verres photochromiques Transitions, dont la teinte s'adapte du clair au foncé selon l'intensité de la lumière ambiante. À la suite de l'acquisition de Gentex en 1995, Essilor commercialise le verre polycarbonate Airwear. En 1992, Essilor lance la quatrième génération de verres progressifs Varilux sous le nom de Varilux Comfort. 
En 1998, le groupe crée un centre de formation continue, Varilux University.

### 2000-2009
Pour Essilor, l'an 2000 est marqué par la coentreprise du groupe avec Nikon. 
En 2005, Essilor intègre le CAC 40 de la bourse de Paris. 
En 2008, Essilor annonce le rachat de la société suisse d'équipements de prescription optique, Satisloh. L'objectif de cette acquisition était d'internaliser une partie de la fabrication. 
En décembre 2009, Essilor annonce l'acquisition de la société américaine de lunettes prémontées FGX International Holdings pour un montant de 388 millions d'euros. Elle est financée par les liquidités disponibles et les lignes de crédit existantes d'Essilor.

### 2010-2016
Essilor finalise le rachat du groupe américain Signet Armorlite en 2010 afin d'exploiter la licence de production et de distribution des verres Kodak.
L'acquisition de 50 % de Shamir Optical par Essilor a été initiée en 2010 et finalisée en 2011.
En janvier 2011, Essilor lance une coentreprise avec Wanxin Optical, dont le groupe acquiert 50 % du capital. 
En 2011, Essilor rachète StyleMark, distributeur de lunettes prémontées aux États-Unis.
Le premier Centre innovation et technologie des Amériques est inauguré le 4 octobre 2011 à Dallas. Les équipes de recherche et développement ont été réunies autour de l'ingénierie et du marketing.
Le 29 mai 2013, Essilor et Safilo signent un accord de licence de dix ans permettant l'utilisation de la marque Polaroid pour une gamme de verres correcteurs polarisants s'adressant aux sportifs. 
Le 29 juillet 2013, Essilor annonce la signature d'un accord lui permettant d'acquérir les 51 % du capital de la société Transitions Optical, encore détenus par PPG. En avril 2014, cette acquisition d’un montant de 1,73 milliard de dollars, est finalisée, portant la participation d’Essilor à 100 %. Cet accord entraîne également l'acquisition du fournisseur italien de verres solaires, Intercast,. 
En novembre 2013, Essilor acquiert Costa, spécialisé dans les verres solaires haut de gamme pour le sport, pour 270 millions de dollars. L'entreprise annonce également l'acquisition de 50 % de Xiamen Yarui Optical Company Ltd.
La majorité du capital de Frame Displays est également acquise par Essilor. 
L’ensemble de laboratoires de prescription Riverside Optical, présent au Québec et en Ontario, au Canada, signe un partenariat avec Essilor. Benson Edwards Optical Lab et CPS 360 Optical Lab sont deux autres laboratoires de prescription de l’Ontario. 
Essilor développe son activité au Brésil en signant un partenariat avec Comprol. 
En février 2014, Essilor acquiert Coastal Contacts, une entreprise canadienne de vente de lunettes et de lentilles en ligne, pour 282 millions d'euros. 
En Turquie, le groupe Essilor acquiert en 2015 une participation majoritaire dans Merve Optik, un distributeur de produits optiques qui détient notamment la marque de verres solaires Ossé, très populaire dans le pays.
En 2016, Essilor fait l'acquisition de Vision Direct, une entreprise de vente de lentilles de contact sur Internet[réf. souhaitée].  
En août 2016, Essilor conclut un accord en vue d'acquérir MyOptique Group, une entreprise de vente en ligne de produits optiques.
En 2016, Essilor est mis en cause dans une potentielle affaire de conflit d'intérêts, en raison de la présence de l'une de ses dirigeantes au sein de l'Autorité de la concurrence, alors même que cette institution mène une enquête sur les pratiques d'Essilor.

### 2018: création d'EssilorLuxottica
Le 16 janvier 2017, Essilor et Delfin, l’actionnaire majoritaire du groupe Luxottica, annonce avoir signé un accord de rapprochement d’Essilor et Luxottica. Le siège social de la future entité est prévu d’être situé à Charenton-le-Pont (Val-de-Marne). L'objectif de la fusion est de donner naissance au leader mondial intégré de l’optique, avec un chiffre d’affaires annuel de quelque 16 milliards d’euros et une capitalisation boursière de près de 50 milliards. En mars 2018, la Commission européenne donne son feu vert à cette fusion du numéro un mondial des verres ophtalmiques Essilor, avec le géant Italien des montures de lunettes Luxottica.
Le 1er octobre 2018, la nouvelle holding EssilorLuxottica est créée. Le groupe fusionné comprend 150 000 salariés, une soixantaine d’usines et 9 000 magasins dans plus de 150 pays, réalise 14,3 milliards d’euros de chiffre d’affaires et représente une capitalisation boursière de 62 milliards d’euros.

### Après 2019
Début 2019, Essilor signe un accord afin d'acquérir la totalité du capital de la société Brille24 GmbH, un des principaux acteurs de la vente en ligne de produits optiques en Allemagne. Au même moment, Shamir, partenaire d'Essilor, acquiert Union Optic, un laboratoire de prescription qui distribue des instruments optiques[réf. souhaitée].
Essilor prend également une participation majoritaire  dans Indulentes et dans Metalizado Optico Argentino S.A., deux laboratoires de prescription, l’un équatorien, l’autre argentin.
Essilor choisit de rassembler 300 personnes et l’activité de cinq de ses sites français sur un seul dans la région parisienne, où il investit 40 millions d’euros. Cette décision entraîne notamment la fermeture de ses unités d’Antony (Hauts-de-Seine), Saint-Martin-sur-le-pré (Marne), Allonnes (Sarthe) et Vaulx-en-Velin (Rhône).
En mai 2021, quatre ans après l’annonce d’une fusion entre égaux, Luxottica fait main basse sur Essilor, et Leonardo Del Vecchio obtient les pleins pouvoirs,. Ce dernier meurt l’année suivante.
En 2022, l’entreprise est condamnée à payer une amende de 81 millions d'euros pour « avoir, durant onze ans et sept mois, mis en œuvre des pratiques commerciales discriminatoires visant à entraver le développement en France, de la vente en ligne de verres correcteurs ».

## Activités
Essilor est organisé autour de trois activités : verres correcteurs ; verres solaires et lunettes prémontées ; instruments et équipements. 
En 2020, le chiffre d'affaires d'Essilor se répartit de la manière suivante :
- 88,8 % pour la vente de verres et matériel optique ;
- 8,9 % pour les lunettes de soleils et verres pré-montés ;
- 2,3 % pour les équipements.

### Verres correcteurs
Les verres correcteurs sont fabriqués dans les usines, puis personnalisés en laboratoire selon la prescription et les besoins individuels du porteur. Essilor dispose d'un réseau mondial d'usines, de laboratoires de prescription et de centres de distribution qui fournissent des verres, lunettes de vue ou lunettes de soleil aux opticiens, aux chaînes d'optique ou à la vente directe par ses propres sites Internet.

### Verres solaires et lunettes pré-montées
Essilor produit et distribue des lunettes de soleil non correctrices ainsi que des lunettes pré-montées vendues en pharmacies, chaînes de distribution, aéroport ou sur Internet.

### Instruments et équipements
La division Essilor Instruments distribue des instruments optiques pour les opticiens et les professionnels de la vision. Par le biais de sa filiale Satisloh, acquise en 2008, Essilor fournit également aux laboratoires de prescription et aux fabricants de verres des équipements de surfaçage et de traitement, du matériel de finition ainsi que des machines de précision.
En 2013, le groupe Essilor a acquis 68,3 % du capital d’Interactive Visuel Système (IVS), une entreprise française de solutions technologiques d’aide à la vente pour opticiens.
Toujours en 2013, Essilor annonce l’acquisition de l’entreprise canadienne Humanware, une entreprise de conception et de distribution d’aides électroniques pour personnes malvoyantes ou aveugles.

### Patrimoine scientifique et technique
Essilor gère une collection d'objets liés à son histoire, et collabore avec plusieurs institutions liées à l'optique. Il a notamment offert la collection Pierre-Marly au musée de la Lunette de Morez et a signé en 2008 un partenariat avec le CNAM pour rejoindre la Mission nationale de sauvegarde du patrimoine scientifique et technique contemporain[source insuffisante].

## Recherche et développement
Le groupe compte environ 450 chercheurs regroupés au sein de cinq centres de recherche et développement : un centre en Irlande dédié aux verres photochromiques et quatre centres dits "Innovation et Technologies" situés en France (Créteil), aux États-Unis (Dallas), en Chine et à Singapour.

## Chiffres-clé et données financières

### Chiffres-clé 2020
- Collaborateurs : 69 000
- Centres de distribution : 14
- Laboratoires : 490
- Usines: 32
- Salariés actionnaires : 48 900
- Brevets : 9930
- Investissement R&D : 200 millions d'euros par an

### Résultats financiers
| Années                      | 2002   | 2003   | 2004   | 2005   | 2006   | 2007   | 2008   | 2009   | 2010   | 2011   | 2012   | 2013   | 2014   | 2015   | 2016   | 2017   |
| --------------------------- | ------ | ------ | ------ | ------ | ------ | ------ | ------ | ------ | ------ | ------ | ------ | ------ | ------ | ------ | ------ | ------ |
| Chiffre d'affaires          | 2 138  | 2 116  | 2 203  | 2 424  | 2 690  | 2 908  | 3 074  | 3 268  | 3 892  | 4 190  | 4 989  | 5 065  | 5 670  | 6 716  | 7 115  | 7 402  |
| Résultat net part du groupe | 182    | 200    | 244    | 287    | 328    | 367    | 382    | 391    | 462    | 506    | 585    | 603    | 642    | 757    | 813    | 833    |
| Fonds propres               | 1 212  | 1 206  | 1 341  | 1 681  | 1 881  | 2 156  | 2 351  | 2 713  | 3 001  | 3 458  | 3 921  | 4 041  | 5 260  | 6 092  | 6 504  | 6 688  |
| Effectif moyen              | 23 269 | 23 607 | 24 793 | 26 534 | 29 288 | 31 534 | 34 320 | 34 759 | 42 704 | 48 700 | 52 600 | 55 000 | 58 000 | 55 000 | 63 676 | 67 000 |

## Lobbying
Essilor déclare à la Haute Autorité pour la transparence de la vie publique exercer des activités de lobbying en France pour un montant qui n'excède pas 10 000 euros sur l'année 2019.
Le cabinet de conseil Brunswick déclare exercer des activités de lobbying pour le compte d'Essilor.